# 托沃圣贾科莫
托沃圣贾科莫（義大利語：Tovo San Giacomo），是意大利萨沃纳省的一个市镇。总面积9.58平方公里，人口2486人，人口密度259.5人/平方公里（2009年）。ISTAT代码为009062。